# Souani
Souani è un comune dell'Algeria, situato nella provincia di Tlemcen. Confina a nord-ovest con Bab El Assa, a sud con Maghnia, a est con Djebala e a nord est con Souahlia.

## Trasporti ed infrastrutture
Souani è collegata tramite la N7A con Bab El Assa, tramite la N7AA con Nekla.

## Geografia antropica
Il comune è stato costituito nel 1984.
Località del comune sono:
- Souani
- Ouled Ahmed
- Abbadine
- Arara
- Benslimane
- Ouled Meziane
- Ouled Benazza
- Ouled Berramdane
- Aouchera
- Ababssa
- Meghagha
- Sidi Boudjenane
- Ouled tayeb